# Кортунов, Вадим Васильевич
Вадим Васильевич Кортунов (1918—1995, Москва) — советский деятель, помощник председателя Президиума Верховного Совета СССР. Член Центральной Ревизионной комиссии КПСС в 1976—1981 годах. Чрезвычайный и полномочный посол Советского Союза. Кандидат исторических наук (1955), доктор исторических наук, профессор.

## Биография
В 1941 году окончил Московский институт истории, философии и литературы имени Чернышевского.
В 1941—1945 годах — на преподавательской работе в Якутской АССР.
Член ВКП (б) с 1944 года.
В 1945—1948 годах — на партийной работе в Якутской АССР.
В 1951 году окончил Высшую дипломатическую школу МИД СССР.
В 1958—1968 годах — в аппарате ЦК КПСС.
В 1968—1972 годах — 1-й заместитель заведующего отделом информации Министерства иностранных дел СССР.
В ноябре 1972—1978 года — помощник председателя Президиума Верховного Совета СССР Николая Подгорного по международным делам.
Делегат XXV съезда КПСС.
С 1978 года — политический обозреватель Агентства печати «Новости».
Автор нескольких книг по вопросам внешней политики СССР: «Идеология и политика» (Москва, 1974), «Стратегия мира против ядерного безумия» (Москва, 1984) и др.
Умер в 1995 году в Москве. Похоронен на Пятницком кладбище в Москве (уч. 17).

## Награды и звания
- орден Ленина
- орден Дружбы народов
- орден Трудового Красного Знамени (22.10.1971)[2]
- медали
- чрезвычайный и полномочный посол СССР (1968)